# ألعاب القوى في الألعاب الأولمبية الصيفية 2020 – سباق 3000 متر موانع للسيدات

حدث سباق 3000 متر موانع للسيدات في الألعاب الأولمبية الصيفية 2020 في 1 و 4 أغسطس 2021 في ملعب اليابان الوطني. تنافست فيه 41 رياضية.

## الملخص
بياتريس شيبكويتش جاءت إلى هذه الألعاب الأولمبية بصفتها حاملة الرقم القياسي العالمي وبطلة العالم، لكنها لم تبدُ مسيطرة بنفس القدر في 2021. لم تتمكن الحائزة على الميدالية الذهبية في 2016 روث جيبيت من العودة بسبب إيقافها عن استخدام عقار EPO. عادت الحائزة على الميدالية الفضية هايفين كيينج جيبكيموي والحائزة على الميدالية البرونزية إيما كوبيرن.
في النهائي، تحركت شيبكوكي إلى الأمام من الخط، وسمحت لها المجموعة بالصدارة حيث تم تنظيمهم بوتيرة بطيئة. بعد دورة واحدة، قامت بيروث شيموتاي بالتحرك إلى الممر 2 وتقدمت من خلف المجموعة إلى المقدمة لزيادة السرعة. على مدار الدورتين والنصف التاليتين، كانت كيبليغات كييينغ، كوبورن، شيبكوكي، وينفريد يافي وكورتني فريريتش يتناوبون على التحرك خلف شيموتاي بينما كافح بقية المشاركين الستة عشر لمجاراة السرعة. ثم تحركت فريريتش إلى المقدمة، مضيفة المزيد من السرعة. انقسمت مجموعة الستة من المقدمة. عند رؤية هذا الانقسام، انطلقت ماروشا ميشماش-زرنشكا بسرعة تقريبًا لتلحق بالجمع والانضمام إلى المجموعة. بعد دورة أخرى، واجهت شيبكوكي صعوبة وسقطت من الخلف. في نفس الوقت تقريبًا، انفصلت فريريتش عن المقدمة، وسمحت فقط لشيموتاي بالمطاردة. بعد القفزة المائية بقليل أكثر من دورتين للذهاب، تسارعت فريريتش مرة أخرى، تاركة شيموتاي متأخرة بحوالي 15 مترًا. بعد القفزة المائية التالية، مع تبقي أكثر بقليل من دورة، تسارعت شيموتاي لتقليص الفارق. تجاوزت فريريتش بسلطة في بداية الامتداد الخلفي. تسارعت فريريتش مرة أخرى للحفاظ على الاتصال مع شيموتاي. اجتازت شيموتاي القفزة المائية الأخيرة بنظافة، في حين تأخرت فريريتش في الماء وحدثت الفجوة.
ووصلت شيموتاي إلى المنزل بفارق 20 مترًا، رافعة إصبعها الأول للاحتفال بأول فوز لأوغندا في سباق العوائق وأصبحت أول امرأة أوغندية تحصل على الذهب. فقدت فريريتش الزخم وكافحت للوصول إلى خط النهاية لكنها كانت لا تزال تتمتع بفارق كافٍ عن كييينغ التي كانت تغلق بسرعة لتأخذ الفضية.

## خلفية
كانت هذه هي الظهور الرابع للحدث، حيث ظهر في كل دورة أولمبية منذ 2008.

## التأهيل
اللجنة الأولمبية الوطنية (NOC) يمكنها إدخال ما يصل إلى 3 رياضيات مؤهلات في سباق 3000 متر موانع للسيدات إذا اجتمع جميع الرياضيات على المعيار أو تأهلن بالترتيب خلال فترة التأهيل. (كان الحد الأقصى 3 قيد التنفيذ منذ مؤتمر الأولمبياد عام 1930.) المعيار التأهيلي هو 9:30.00. تم "تعيين هذا المعيار لغرض وحيد هو تأهيل الرياضيات بأداء استثنائي غير قادرات على التأهل من خلال مسار التصنيف العالمي للاتحاد الدولي لألعاب القوى." وسيتم بعد ذلك استخدام التصنيفات العالمية، بناءً على متوسط أفضل خمسة نتائج للرياضية خلال فترة التأهيل ومُرجِّحة بأهمية اللقاء، لتأهيل الرياضيات حتى يتم الوصول إلى الحد الأقصى وهو 45.
كانت فترة التأهل في الأصل من 1 مايو 2019 حتى 29 يونيو 2020. ونظرًا لـجائحة فيروس كورونا، تم تعليق الفترة من 6 أبريل 2020 حتى 30 نوفمبر 2020، مع تمديد تاريخ الانتهاء إلى 29 يونيو 2021. كما تم تغيير تاريخ بدء فترة التصنيف العالمي من 1 مايو 2019 إلى 30 يونيو 2020؛ حيث أن الرياضيين الذين حققوا معيار التأهل خلال تلك الفترة ظلوا مؤهلين، ولكن الذين يعتمدون على التصنيف العالمي لم يُسمح لهم باحتساب الأداءات خلال تلك الفترة. يمكن تحقيق معايير التأهل الزمنية في لقاءات متعددة خلال الفترة المحددة بشرط حصولها على موافقة الاتحاد الدولي لألعاب القوى (IAAF). تُعد اللقاءات الداخلية والخارجية مؤهلة على حد سواء. ويمكن احتساب أحدث بطولات المناطق في التصنيف، حتى وإن لم تكن ضمن فترة التأهل.
لا تستطيع اللجان الأولمبية الوطنية استخدام مكانها العالمي في سباق 3000 متر موانع.

## صيغة المسابقة
استمر الحدث في استخدام صيغة الجولتين التي تم تقديمها في 2012.

## الأرقام القياسية
قبل هذه المنافسة، كانت سجلات العالم والأولمبيات والمنطقة موجودة كالتالي.
| الرقم القياسي العالمي  | بياتريس تشيبكويتش (KEN) | 8:44.32 | موناكو      | 20 يوليو 2018 |
| الرقم القياسي الأولمبي | جولنارا جالكينا (روسيا) | 8:58.81 | بكين، الصين | 17 أغسطس 2008 |

| المنطقة                                                     | الوقت بالثواني | العداءة                  | البلد            |
| ----------------------------------------------------------- | -------------- | ------------------------ | ---------------- |
| أفريقيا (الأرقام القياسية)                                  | 8:44.32 WR     | بياتريس تشيبكويتش        | كينيا            |
| آسيا (الأرقام القياسية)                                     | 8:52.78        | روث جيبيت                | البحرين          |
| أوروبا (الأرقام القياسية)                                   | 8:58.81        | جولنارا ساميتوفا-جالكينا | روسيا            |
| أمريكا الشمالية، أمريكا الوسطى والكاريبي (الأرقام القياسية) | 9:00.85        | كورتني فريريتش           | الولايات المتحدة |
| أوقيانوسيا (الأرقام القياسية)                               | 9:14.28        | جينيفيف لاكاز            | أستراليا         |
| أمريكا الجنوبية (الأرقام القياسية)                          | 9:25.99        | بيلين كاسيطا             | الأرجنتين        |

{| class="wikitable sortable" style="text-align:center"
|-
! البلد !! العداءة !! الجولة !! الوقت !! الملاحظات
|-
| align=left | كندا || align=left | جينيفيف لالوند || Round 1 || 9:22.64 ||
|-
| align=left | البرازيل || align=left | تاتياني راكيل دا سيلفا || Round 1 || 9:36.43 ||
|-
| align=left | أوغندا || align=left | بيروث شيموتاي || Final || 9:01.45 ||
|-
| align=left | سلوفينيا || align=left | ماروسا ميشماش-زريمسك || Final || 9:14.84 ||
|-
| align=left | بريطانيا العظمى || align=left | إليزابيث بيرد || Final || 9:19.69 ||
|}

## الجدول الزمني
جميع الأوقات حسب توقيت اليابان (UTC+9)
الـ 3000 متر حواجز للسيدات ستُقام على مدار يومين منفصلين.
| التاريخ                | الوقت | الجولة   |
| ---------------------- | ----- | -------- |
| الأحد، 1 أغسطس 2021    | 9:10  | الجولة 1 |
| الأربعاء، 4 أغسطس 2021 | 20:00 | النهائي  |

## النتائج

### الجولة 1
Qualification rule: أول 3 في كل سباق (Q) و 6 الأسرع التالية (q) يتقدمن إلى النهائي.

#### السباق 1
| المركز | العداءة             | البلد            | الزمن    | الملاحظات |
| ------ | ------------------- | ---------------- | -------- | --------- |
| 1      | وينفريد يافي        | البحرين          | 9:10.80  | Q         |
| 2      | بيروث شيموتاي       | أوغندا           | 9:12.72  | Q، SB     |
| 3      | إيما كوبيرن         | الولايات المتحدة | 9:16.91  | Q         |
| 4      | جينفيفي لالوندي     | كندا             | 9:22.64  | q، NR     |
| 5      | بورتي شيروتيش كيروي | كينيا            | 9:30.13  |           |
| 6      | مروى بوزياني        | تونس             | 9:31.25  | PB        |
| 7      | ليا ماير            | ألمانيا          | 9:33.00  |           |
| 8      | شو شوانغشوانغ       | الصين            | 9:34.92  |           |
| 9      | ميشيل فين           | جزيرة أيرلندا    | 9:36.26  |           |
| 10     | لومي موليتا         | إثيوبيا          | 9:45.81  |           |
| 11     | ناتاليا ستريبكوفا   | أوكرانيا         | 9:49.15  |           |
| 12     | بيلين كاسيتا        | الأرجنتين        | 9:52.89  |           |
| 13     | جورجيا وينككاب      | أستراليا         | 9:59.29  |           |
| 14     | سيموني فيراز        | البرازيل         | 10:00.92 |           |

#### السباق 2
| المركز | العداءة                | البلد            | الزمن    | الملاحظات |
| ------ | ---------------------- | ---------------- | -------- | --------- |
| 1      | كورتني فريريتش         | الولايات المتحدة | 9:19.34  | Q         |
| 2      | غيزا فيليسيتاس كراوزه  | ألمانيا          | 9:19.62  | Q         |
| 3      | بياتريش تشيبكويتش      | كينيا            | 9:19.82  | Q         |
| 4      | زيرفي ووندماغني        | إثيوبيا          | 9:20.01  | q         |
| 5      | لويزا جيغا             | ألبانيا          | 9:23.85  | q، SB     |
| 6      | جينيفيف غريغسون        | أستراليا         | 9:26.11  | q         |
| 7      | تاتيانا راكيل دا سيلفا | البرازيل         | 9:36.43  | NR        |
| 8      | ريغان يي               | كندا             | 9:41.14  |           |
| 9      | إيرين فان دير ريجكن    | هولندا           | 9:42.98  |           |
| 10     | يونو ياماناكا          | اليابان          | 9:43.83  |           |
| 11     | آيمي برات              | بريطانيا العظمى  | 9:47.56  |           |
| 12     | أنيتا كونيشاك          | بولندا           | 10:07.25 |           |
| 13     | زيتا كاتشر             | المجر            | 10:43.99 |           |

#### السباق 3
| المركز | العداءة               | البلد            | الزمن    | الملاحظات |
| ------ | --------------------- | ---------------- | -------- | --------- |
| 1      | هيفين جيبكيموي        | كينيا            | 9:23.17  | Q         |
| 2      | ماروشا ميشماش-زريميشك | سلوفينيا         | 9:23.36  | Q         |
| 3      | ميكيدس أبيبي          | إثيوبيا          | 9:23.95  | Q         |
| 4      | فاليري كونستيان       | الولايات المتحدة | 9:24.31  | q         |
| 5      | إليزابيث بيرد         | بريطانيا العظمى  | 9:24.34  | q         |
| 6      | إيلينا بوركارد        | ألمانيا          | 9:30.64  |           |
| 7      | ليلي آنا توث          | المجر            | 9:30.96  | PB        |
| 8      | أليتشيا كونييتشيك     | بولندا           | 9:31.79  |           |
| 9      | آنا إميلي مولر        | الدنمارك         | 9:31.99  | SB        |
| 10     | أليسيا باتروورث       | كندا             | 9:34.25  |           |
| 11     | آمي كاشين             | أستراليا         | 9:34.67  |           |
| 12     | إيليش فلاناغان        | جزيرة أيرلندا    | 9.34.86  | PB        |
| 13     | كارولينا روبليس       | إسبانيا          | 9:45.37  | qR        |
| 14     | عدفا كوهين            | إسرائيل          | 10:05.95 |           |

### النهائي
| المركز | العداءة                | البلد            | الزمن   | الملاحظات |
| ------ | ---------------------- | ---------------- | ------- | --------- |
| الأول  | بيروث شيموتاي          | أوغندا           | 9:01.45 | NR        |
| الثاني | كورتني فريريتش         | الولايات المتحدة | 9:04.79 | SB        |
| الثالث | هايفين كيينج جيبكيموي  | كينيا            | 9:05.39 |           |
| 4      | ميكاديس أبيبي          | إثيوبيا          | 9:06.16 |           |
| 5      | غيزا فيليسيتاس كراوزه  | ألمانيا          | 9:14.00 |           |
| 6      | ماروشا ميشماش-زريمتشيك | سلوفينيا         | 9:14.84 | NR        |
| 7      | بياتريس تشيبوكوتش      | كينيا            | 9:16.33 |           |
| 8      | زيرفي ووندماجين        | إثيوبيا          | 9:16.41 | PB        |
| 9      | إليزابيث بيرد          | بريطانيا العظمى  | 9:19.68 | NR        |
| 10     | وينفريد يافي           | البحرين          | 9:19.74 |           |
| 11     | جينفيفي لالوندي        | كندا             | 9:22.40 | NR        |
| 12     | فاليري كونستين         | الولايات المتحدة | 9:31.61 |           |
| 13     | لويزا جيجا             | ألبانيا          | 9:34.10 |           |
| 14     | كارولينا روبلز         | إسبانيا          | 9:50.96 |           |
|        | جينيفيف غريغسون        | أستراليا         |         | DNF       |
|        | إيما كوبيرن            | الولايات المتحدة |         | DQ        |